# Porphyrinia crocea
Porphyrinia crocea là một loài bướm đêm trong họ Noctuidae.